# Pałac w Sątopach-Samulewie
Pałac w Sątopach-Samulewie, również pałac letni biskupów warmińskich – zespół dworski wraz z zespołem parkowym znajdującym się w miejscowości Sątopy-Samulewo, w gminie Bisztynek, w powiecie bartoszyckim w województwie warmińsko-mazurskim.

## Historia
W połowie XVII wieku biskup warmiński, późniejszy prymas Polski i Litwy, Wacław Leszczyński rozpoczął budowę modrzewiowego dworu na wzór pałaców francuskich nad nieistniejącym już jeziorem Sajno w Sątopach-Samulewie. Pałac był otoczony ogrodem i parkiem. W 1656 prace wykończeniowe przerwała wojna polsko-szwedzka, przez co biskup został zmuszony do opuszczenia Warmii. Następca Leszczyńskiego, Jan Stanisław Wydźga, dokończył budowę dworu, do którego chętnie zaczęli przybywać inni biskupi, szczególnie Michał Radziejowski i Krzysztof Szembek. Pałac stał się obok pałacu w Smolajnach drugą letnią rezydencją biskupów warmińskich. W 1772, po I rozbiorze Polski, przeniesiono wyposażenie pałacowej kaplicy do kościoła w Sułowie obok Bisztynka.
W rezydencji biskupiej w Sątopach-Samulewie znajdowały się liczne spichlerze, zwierzyniec i stadnina koni. Od 1716 urzędowali tu burgrabiowie z Reszla. Pamiątką po licznych wizytach biskupów stała się sama niemiecka nazwa miejscowości – Bischofsdorf, a później Bischdorf co tłumaczy się na Biskupice, Biskupia Wieś. Tę część miejscowości nazywa się Biskupią Wolą.
Murowany dworek powstał na przełomie XIX i XX wieku na fundamentach pierwszego pałacu, który został zniszczony przez Francuzów w 1806 roku. W jednym ze skrzydeł dworku znajdował się prywatny, wyłożony kafelkami basen pływacki. Dworek był własnością kościelną, ale szybko przeszedł w dzierżawę osób prywatnych jako siedziba mieszkalna. Obok budynku znajdował się duży ogród i zespół parkowy.
W dworku wychowywał się i zaczynał swoją karierę niemiecki aktor Paul Wegener (1874–1948).
Po roku 1945 pałacyk znalazł się w rękach PGR Sątopy i mieściła się w nim dyrekcja kombinatu.

## Architektura

### Budynek
Pałac wzniesiony jest na planie prostokąta, z dostawionym prostopadle z boku skrzydłem. Budynek jest parterowy z kondygnacją mieszkalną na poddaszu. Korpus budynku jest przykryty dachem naczółkowym. Na osi fasady znajduje się szeroki, dwukondygnacjowy ryzalit zwieńczony wysokim trójkątnym szczytem. W elewacji ogrodowej znajduje się weranda na planie zbliżonym do koła, z półkolumnami podtrzymującymi taras. W bocznym skrzydle zachował się basen kąpielowy wykładany glazurą.

### Teren
Na terenie parku znajdowały się stawy, groble, skarpa ogrodowa, ukwiecone tarasy oraz zejście w stronę nieistniejącego już jeziora Sajno. Park przecinały liczne alejki. Wokół pałacu znajdowało się wiele innych budynków, wszystkie zostały wyburzone.
Według danych z 2009 roku park był zarośnięty krzakami i częściowo zniszczony, a dworek popadał w ruinę.